# Паулу Машаду
Паулу Машаду (порт. Paulo Machado, нар. 31 березня 1986, Порту) — португальський футболіст, півзахисник клубу «Динамо» (Загреб).
Виступав, зокрема, за «Порту», «Тулузу» та «Олімпіакос», а також національну збірну Португалії.

## Клубна кар'єра
Народився 31 березня 1986 року. Вихованець футбольної школи клубу «Порту». З 2003 року залучався до матчів «Порту» Б, взявши участь у 21 матчі чемпіонату. За основний склад португальської команди дебютував 3 квітня 2005 року в матчі чемпіонату проти «Жил Вісенте». В останніх матчах сезону півзахисник ще тричі виходив на заміну. Наступні три роки Машаду виступав на правах оренди за менш титуловані команди Португалії — «Ештрела», «Уніан Лейрія» та «Лейшойнш».
В липні 2008 року Машаду також на правах оренди перейшов у французький «Сент-Етьєн» як частина угоди по переходу Фреді Гуаріна до португальського клубу. Півзахисник дебютував у Лізі 1 16 серпня 2008 року в домашньому матчі 2-го туру з «Сошо» (2:1). По закінченні сезону Машаду продовжив кар'єру в чемпіонаті Франції, підписавши чотирирічний контракт з «Тулузою». У цій команді футболіст провів три роки своєї кар'єри гравця. Більшість часу, проведеного у складі «Тулузи», був основним гравцем команди, зігравши у 89 матчах Ліги 1, в яких забив 12 голів.
10 серпня 2012 року за 2,7 млн. євро перейшов у грецький «Олімпіакос», підписавши трирічний контракт. Він забив свій перший гол за свою нову команду 3 листопада у ворота ОФІ (2:0). Всього провів у пірейському клубі два сезони, в кожному з яких став з командою чемпіоном Греції, а також одного разу виграв Кубок Греції.
4 червня 2014 року Машаду підписав контракт на три роки з «Динамо» (Загреб), за неназвану суму. В першому ж сезоні 2014/15 він став з командою  чемпіоном і володарем Кубка Хорватії. 28 липня 2015 року, під час матчу плей-оф кваліфікації Ліги чемпіонів УЄФА проти норвезького «Мольде» (1:1) на стадіон Максимір фани «Динамо» освистали його, коли він йшов з поля, будучи заміщений після слабкого матчу. У свою чергу він показав кілька непристойних жестів, за які відразу отримав пряму червону картку. Наразі встиг відіграти за «динамівців» 36 матчів в національному чемпіонаті.

## Виступи за збірні
2002 року дебютував у складі юнацької збірної Португалії, взяв участь у 2 іграх на юнацькому рівні. У складі збірної гравців не старше 17 років у 2003 році він став чемпіоном Європи.
Протягом 2005–2009 років залучався до складу молодіжної збірної Португалії. У її складі у 2007 році також брав участь у чемпіонаті Європи, де провів 1 матч (проти збірної Ізраїлю), а збірна стала шостою на турнірі та не пробилась на Олімпійські ігри. Всього на молодіжному рівні зіграв у 35 офіційних матчах, забив 6 голів.
17 листопада 2010 року дебютував в офіційних матчах у складі національної збірної Португалії, вийшовши на заміну на 85-й хвилині товариського матчу проти збірної Іспанії (4:0). Наразі провів у формі головної команди країни 6 матчів.

## Титули і досягнення
- Володар Кубка Португалії (1):

«Порту»:  2004
- Чемпіон Греції (2):

«Олімпіакос»: 2012–13, 2013–14
- Володар Кубка Греції (1):

«Олімпіакос»:  2012–13
- Чемпіон Хорватії (2):

«Динамо» (Загреб): 2014–15, 2015–16
- Володар Кубка Хорватії (2):

«Динамо» (Загреб):  2014–15, 2015–16
Збірні
- Чемпіон Європи (U-17): 2003